# 小行星6177
小行星6177（6177 Fécamp）是一颗围绕太阳公转的小行星。1986年2月12日，亨利·德波鸿诺在拉西拉天文台发现了此天体。
这颗小行星的绝对星等为139.9439262198048等。